# Tuperssuatsiaite
La tuperssuatsiaite è un minerale.